# أجسام ليوي

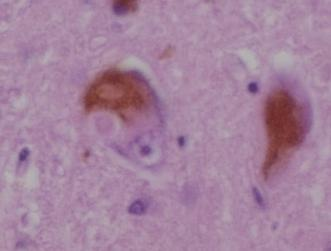

أجسام ليوي (بالإنجليزية: Lewy bodies)‏ هي تجمعات غير طبيعية لبروتينات داخل خلايا عصبية مسببة لمرض باركنسون، داء جسيمات ليوي وأمراض أخرى. كما تشاهد هذه الأجسام في الضمور الجهازي المتعدد، خصوصاً النمط الباركنسوني. يمكن مشاهدة هذه الأجسام تحت المجهر في عينات الدماغ وجذع الدماغ.

## تاريخ
في عام 1910م، وأثناء دراسته للدكتوراه في برلين، كان فريدريك لوي أول طبيب يلاحظ ارتباط هذه الجسيمات ببعض الحالات المرضية، إذ كان المغزى من وجودها غير مفهومًا في ذلك الوقت.

## جسيم ليوي
يتكون جسيم ليوي من بروتين ألفا-ساينوكلين وبروتينات أخرى كاليوبيكويتين، وأحياناً بروتين تاو، ومحاطة بتشابك ليفي عصبي.